# Paceite
La paceite è un minerale di tetraacetato esaidrato di rame(II) e calcio(II) descritto nel 2002 in base ad una scoperta avvenuta nella cava di Potosi, Broken Hill, Nuovo Galles del Sud, in Australia e approvato dall'IMA nel 2001. Il nome del minerale è stato attribuito in onore del collezionista di minerali australiano Frank L. Pace che lo scoprì.
I minerali di acetato sono pochi, oltre alla paceite e all'hoganite si conosce soltanto la calclacite che però si è formata in campioni conservati in un museo.

## Morfologia
La paceite è stata scoperta fra i campioni di hoganite sotto forma di corti cristalli prismatici lunghi fino ad 1 mm e di sottili croste microcristalline formate da più minerali.

## Origine e giacitura
Il minerale è stato scoperto assieme all'hoganite in un cappellaccio di ferro associato a goethite, ematite, quarzo, linarite, malachite, azzurrite, smithsonite ricca di rame e cerussite nei pressi di uno strato di foglie in decomposizione.